# Jan Magne Førde
Jan Magne Førde, född 2 februari 1962 i Langevåg, är en norsk trumpetare och kompositör. Han är mest känd för att han spelar med brassbandet Brazz Brothers där han spelar trumpet och flygelhorn. I bandet ingår även hans äldre bröder Helge och Jarle Førde. Jan Magne har även spelat i Orleysa och Bodega Band.
Jan Magne är utbildad vid Musikkonservatoriet i Trondheim och i Köpenhamn och är idag en av de mest spännande trumpetspelare som spelar jazz i hela Skandinavien. Han jobbar mest med norsk folkmusik i modern tappning och hans bidragning till norsk har visats sig vara av hög klass. 
År 1996 kom hans solodebut, Enough of That Jazz.